# Atletica leggera ai Giochi della XVI Olimpiade - 5000 metri piani

Video della Finale (film ufficiale dei Giochi)

La competizione dei 5000 metri piani maschili di atletica leggera ai Giochi della XVI Olimpiade si è disputata nei giorni 26 e 28 novembre 1956 al Melbourne Cricket Ground.

## L'eccellenza mondiale
| Campione olimpico 1952   | 14'06"6     | Emil Zátopek      | Solo Maratona |
| Camp. europeo 1954       | 13'56"6     | Vladimir Kuc      | Presente      |
| Primatista mondiale      | 13'36"8 '56 | Gordon Pirie      | Presente      |
| Vincitore dei Trials USA | 14'26"0     | William Dellinger | Presente      |

In giugno a Bergen (Norvegia), si sono affrontati i due dominatori della specialità: l'ucraino Kuc e l'inglese Pirie. Ha vinto il secondo in volata col nuovo record mondiale: 13'36"8.

## Risultati

### Turno eliminatorio
| 3 Batterie | 26 novembre | 23 iscritti    | Si qualificano i primi 5. |
| Finale     | 28 novembre | 15 concorrenti |                           |

### Batterie
| Pos. | Atleta            | Nazione          | Tempo Ufficiale | Tempo Ufficioso |
| ---- | ----------------- | ---------------- | --------------- | --------------- |
| 1    | Gordon Pirie      | Gran Bretagna    | 14'25"6         | 14'25"69        |
| 2    | Veliša Mugoša     | Jugoslavia       | 14'25"6         | 14'25"71        |
| 3    | William Dellinger | Stati Uniti      | 14'26"8         | 14'26"92        |
| 4    | Pëtr Bolotnikov   | Unione Sovietica | 14'28"0         | 14'28"17        |
| 5    | Thyge Thøgersen   | Danimarca        | 14'29"0         | 14'29"34        |
| 6    | Arere Anentia     | Kenya            | 14'37"0         | 14'37"30        |
| 7    | Rune Åhlund       | Svezia           | 15'12"0         |                 |
| Rit. | Kazimierz Zimny   | Polonia          |                 |                 |

| Pos. | Atleta         | Nazione          | Tempo Ufficiale | Tempo Ufficioso |
| ---- | -------------- | ---------------- | --------------- | --------------- |
| 1    | Allan Lawrence | Australia        | 14'14"6         | 14'14"67        |
| 2    | Vladimir Kuc   | Unione Sovietica | 14'15"4         | 14'15"47        |
| 3    | László Tábori  | Ungheria         | 14'18"6         | 14'18"75        |
| 4    | Derek Ibbotson | Gran Bretagna    | 14'18"8         | 14'18"78        |
| 5    | Herbert Schade | Germania         | 14'18"8         | 14'19"25        |
| 6    | Ilmari Taipale | Finlandia        | 14'24"2         |                 |
| 7    | Curt Stone     | Stati Uniti      | 14'52"0         |                 |
| 8    | Doug Kyle      | Canada           | 14'59"0         |                 |

| Pos. | Atleta               | Nazione          | Tempo Ufficiale | Tempo Ufficioso |
| ---- | -------------------- | ---------------- | --------------- | --------------- |
| 1    | Albie Thomas         | Australia        | 14'14"2         | 14'14"41        |
| 2    | Nyandika Maiyoro     | Kenya            | 14'29"4         | 14'29"59        |
| 3    | Ivan Černiavskij     | Unione Sovietica | 14'32"4         | 14'32"49        |
| 4    | Miklós Szabó         | Ungheria         | 14'32"6         | 14'32"83        |
| 5    | Christopher Chataway | Gran Bretagna    | 14'32"6         | 14'32"87        |
| 6    | Friedrich Janke      | Germania         | 14'40"6         | 14'40"89        |
| 7    | Jerzy Chromik        | Polonia          | 14'51"4         |                 |

### Finale
Kuc decide di impostare la gara olimpica su un ritmo altissimo fin dai primi giri e riesce a prevalere per distacco. Taglia il traguardo con un vantaggio di oltre 10 secondi sul rivale stabilendo il nuovo record olimpico.

Si ritira durante la gara il vincitore dei Trials, William Dellinger.
| Pos.    | Atleta               | Nazione          | Tempo Ufficiale | Tempo Ufficioso |
| ------- | -------------------- | ---------------- | --------------- | --------------- |
| Oro     | Vladimir Kuc         | Unione Sovietica | 13'39"6         | 13'39"86        |
| Argento | Gordon Pirie         | Gran Bretagna    | 13'50"6         | 13'50"78        |
| Bronzo  | Derek Ibbotson       | Gran Bretagna    | 13'54"4         | 13'54"60        |
| 4       | Miklós Szabó         | Ungheria         | 14'03"4         | 14'03"38        |
| 5       | Albie Thomas         | Australia        | 14'04"6         | 14'05"03        |
| 6       | László Tábori        | Ungheria         | 14'09"8         | 14'09"99        |
| 7       | Nyandika Maiyoro     | Kenya            | 14'19"0         | 14'18"99        |
| 8       | Thyge Thøgersen      | Danimarca        | 14'21"0         | 14'21"81        |
| 9       | Pëtr Bolotnikov      | Unione Sovietica | 14'22"4         | 14'22"63        |
| 10      | Ivan Černiavskij     | Unione Sovietica | 14'22"4         | 14'22"67        |
| 11      | Christopher Chataway | Gran Bretagna    | 14'28"8         | 14'28"63        |
| 12      | Herbert Schade       | Germania         | 14'31"8         | 14'31"90        |
| Rit.    | William Dellinger    | Stati Uniti      |                 |                 |
| Rit.    | Veliša Mugoša        | Jugoslavia       |                 |                 |

Al settimo posto si classifica il keniota Nyandika con 14'19"0. È il primo mezzofondista della sua nazione a qualificarsi ad una finale olimpica. Dopo di lui verranno grandi campioni; con essi il Kenya - e l'Africa diventeranno i dominatori del settore.